# Santa Bárbara do Monte Verde
Santa Bárbara do Monte Verde là một đô thị thuộc bang Minas Gerais, Brasil. Đô thị này có diện tích 416,081 km², dân số năm 2007 là 2796 người, mật độ 5,3 người/km².